# 밥 존스 대학교
밥 존스 대학교(Bob Jones University, BJU)는 미국 사우스캐롤라이나주 그린빌에 위치한 초교파 복음주의 사립대학교이다. 복음주의적이며 근본주의적인 신학적 전통을 가지고 있다. 학교의 학칙은 보수적 문화를 가지고 있다. 현재 재학생은 약 2,500명이며, 2017년까지 40,184명이 졸업하였다. 미국 남부대학협의회(SACSCOC)와 기독교 대학협의회에 소속되어 있다.  이 학교 출신으로는 한국성서대학교 설립자 강태국 박사, 극동방송 이사장 김장환 목사, 전 고신대학교 총장 김병원 박사, 햇불 트리니티 신학대학교 부총장  송용필박사, 전 한국성서대 학장 강희정 박사, 합정동 교회의 목회자이며 계약신학대학원 교수인 김효성 박사 필라델피아 성경대학원 이상찬 박사, 인천 임학성광교회 목회자 홍진욱 박사, 그리고 한국성서대학교의 조직신학자 박태수 박사가 있다.

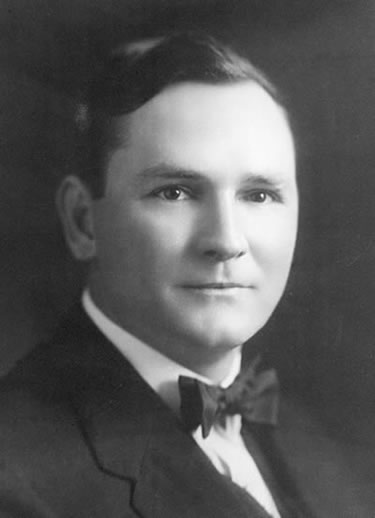
밥존스 대학의 설립자, 밥 존스

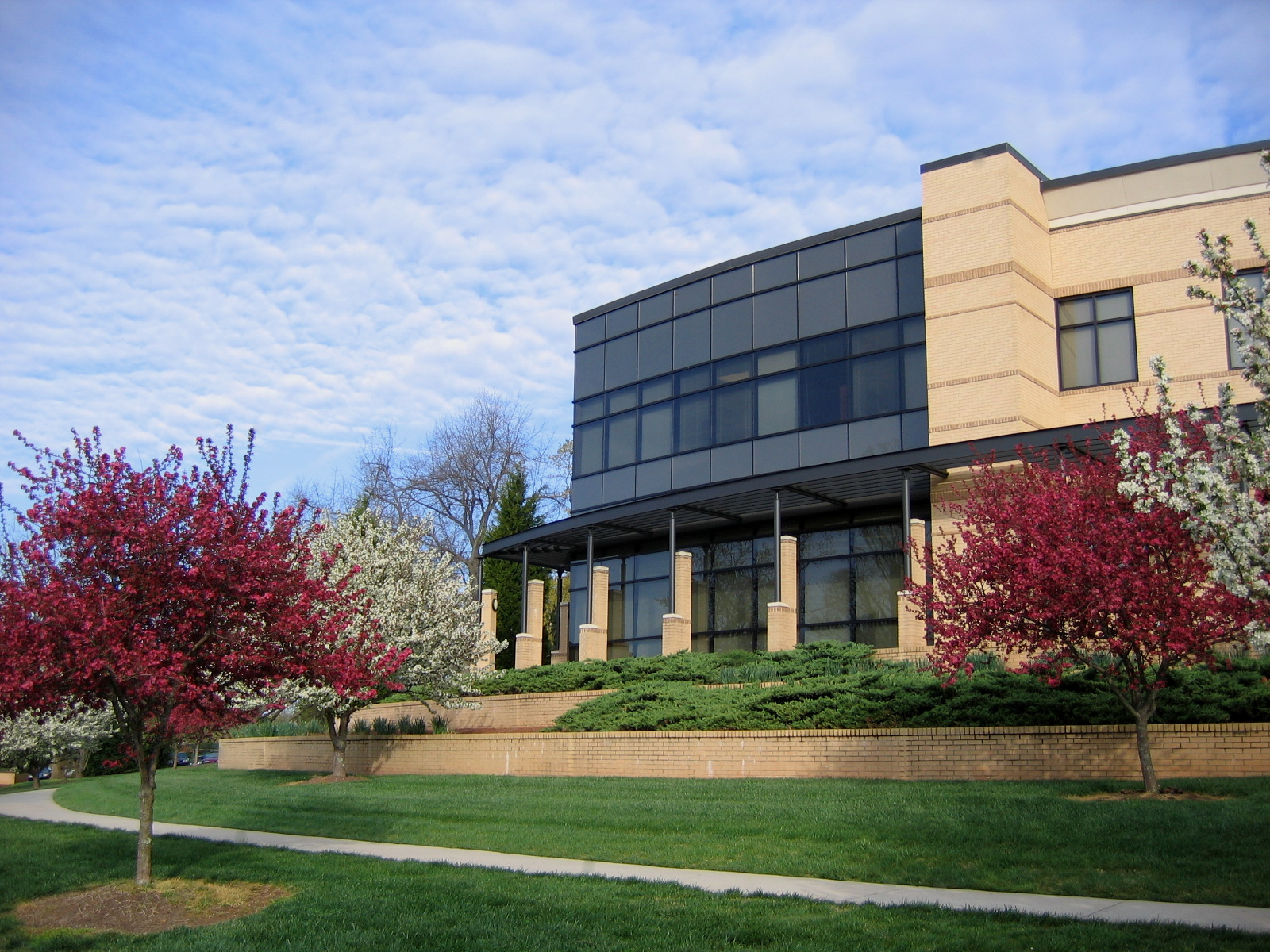
밥존 스 대학교내 신학교 건물

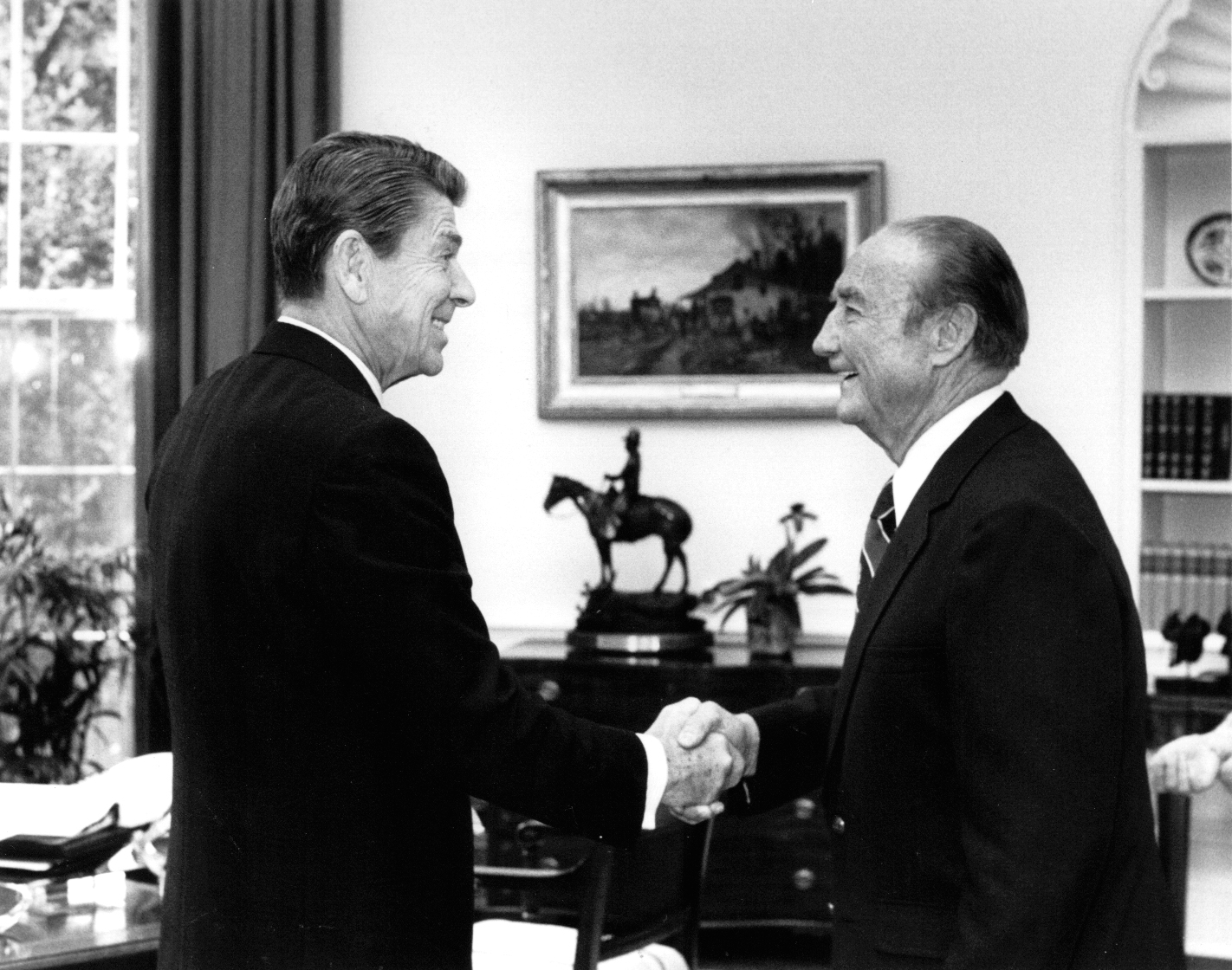
로널드 레이건 내셔 및 스트롬 서먼드

## 같이 보기
- 밥 존스

## 참고 문헌
- Dalhouse, Mark Taylor (1996). 《An Island in the Lake of Fire: Bob Jones University, Fundamentalism & the Separatist Movement》. University of Georgia Press. ISBN 0-8203-1815-9.
- Johnson, R.K. (1982). 《Builder of Bridges: The Biography of Dr. Bob Jones, Sr.》. BJU Press. ISBN 0-89084-157-8.
- Jones Jr., Bob (1985). 《Cornbread and Caviar》. BJU Press. ISBN 0-89084-306-6.
- Turner, Daniel L. (1997). 《Standing Without Apology: The History of Bob Jones University》. BJU Press. ISBN 1-57924-710-5.
- Wright, Melton (1984). 《Fortress of Faith: The Story of Bob Jones University》. BJU Press. ISBN 0-89084-252-3.